# Oriente, Chihuahua
Oriente är en ort i Mexiko.   Den ligger i kommunen Namiquipa och delstaten Chihuahua, i den nordvästra delen av landet, 1 400 km nordväst om huvudstaden Mexico City. Oriente ligger 1 854 meter över havet och antalet invånare är 158.
Terrängen runt Oriente är platt åt nordväst, men åt sydost är den kuperad. Runt Oriente är det mycket glesbefolkat, med 6 invånare per kvadratkilometer. Närmaste större samhälle är Namiquipa, 11,4 km norr om Oriente. Omgivningarna runt Oriente är i huvudsak ett öppet busklandskap.